# Lácides de Cirene
Lácides (em grego:  Λακύδης) de Cirene (cidade), foi um filósofo que sucedeu Arcesilau na Academia de Platão em Atenas em 240 a.C. Ele foi forçado a demitir-se em 215 a.C., devido a problemas de saúde, e morreu c. 205 a.C. Nada restou de suas obras.
Discípulo de Arcesilau, o sucedeu na Academia em 241 a.C., onde presidiu por 26 anos. O lugar onde suas instruções foram entregues era um jardim, chamado de Lacideu (em grego:  Λακύδειον). Ele renunciou a seu cargo em 216/215 a.C., por causa de problemas de saúde e os últimos dez anos de sua vida a Academia era dirigida por um conselho liderado por Evandro (filósofo) e Télecles, que o sucedeu para executar conjuntamente a Academia depois de sua morte, em 206/205 a.C. segundo Diógenes Laércio dizem ter falecido por beber em excesso, mas a história é desacreditada por Eusébio de Cesareia que diz que era moderado em todas as coisas.

## Filosofia

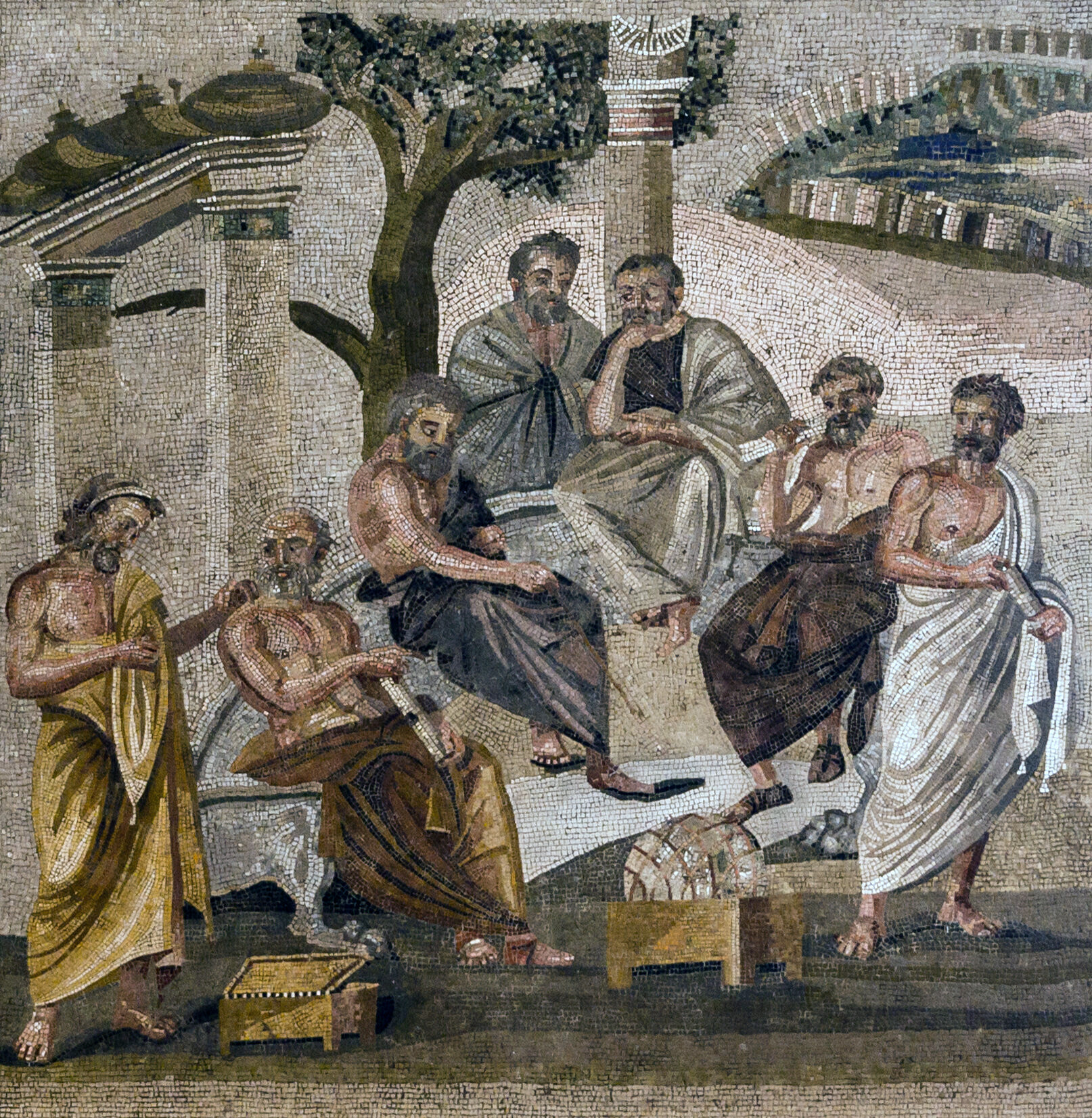
A Academia de Platão, mosaico de Pompeia

Em suas visões filosóficas seguiu Arcesilau de perto. Ele disse ter escrito tratados, incluindo um intitulado Sobre a Natureza, mas nada restou. Além de uma série de anedotas distinguido pela sua humor sarcástico, Lácides existe para nós como um homem de caráter refinado, um trabalhador e um orador consumado.
Uma história apócrifa relatada por Diógenes Laércio  e com mais detalhes por Numênio de Apameia relata sobre a acatalepsia de Lácides.
Lácides criou um sistema elaborado para trancar as portas de sua dispensa, selando a fechadura com cera e então marcando-a com seu sinete ; seus escravos observaram e copiaram seu anel selando a porta após terem pegado o que queriam.

Lácides tendo deixado sua dispensa cheia e a encontrando vazia, ficou perplexo com o sucedido; e tendo ouvido que a acatalepsia  foi discutida filosoficamente por Arcesilau, pensou que fora isso o que aconteceu a sua dispensa. Foi assim que ele começou a filosofar com Arcesilau que nada pode ser visto ou ouvido que seja claro e intangível 

Lácides se encontrou em uma aporia impasse, incapaz de explicar o sumiço misterioso de suas provisões e foi seduzido pelo ceticismo porque abandonou muito cedo a procura por uma explicação racional. Os escravos então voltaram a filosofia de Lácides contra ele mesmo: se o selo foi quebrado, como ele pode ter certeza que selou mesmo a chave? E se foi rompido e selado de novo, como ele poderia dizer a diferença entre o selo novo e o selo de antes?.Os escravos afirmavam que a própria filosofia de Lácides o deixava incapaz de afirmar se o selo foi rompido e selado novamente, desde que as diferenças entre os selos elas acatalépticas. Lácides reagiu com demonstrações mas os escravos ficavam estoicos. Assim, a batalha de contradições continuou até que a dispensa ficou vazia. . Exausto e sem suprimentos, Lácides é forçado a afirmar "nós falamos de um modo em nossas discussões, mas vivemos de outro".